# Howella parini
Howella parini är en fiskart som beskrevs av Fedoryako, 1976. Howella parini ingår i släktet Howella och familjen Howellidae. Inga underarter finns listade i Catalogue of Life.